# Баклановский проспект
Бакла́новский проспект — проспект в Новочеркасске, протянувшийся от Троицкой площади на запад до выезда из города. Является одной из главных транспортных артерий, поскольку служит въездом в город со стороны Ростова-на-Дону. Назван в честь Якова Петровича Бакланова — русского генерала, героя Кавказской войны.

## Описание
Длина проспекта составляет 4,72 км. Проходит по территории Центрального района и Черёмушек, пересекает 17 улиц. От Троицкой площади до Магнитного переулка посередине проезжей части пролегает бульвар, отделённый от дороги газонами и рядами деревьев.
До 1980-х с каждой стороны аллеи было по два ряда деревьев. В 1980-х годах, в связи с намерением городских властей пустить по проспекту троллейбус, по одному ряду деревьев было убрано. Пуска троллейбуса так и не состоялось, но проезжие части стали шире.
На проспекте практически в первозданном виде сохранились многие постройки вековой и большей давности, представляющие всё многообразие особняков донской столицы от деревянных куреней до мини-дворцов, уличные фасады которых оформлены элементами классической архитектуры (полуколонны, сандрики, лепные украшения)..
По проспекту курсируют автобусы и такси 19 маршрутов, по улицам Крылова и 26 Бакинских комиссаров его пересекает трамвайный маршрут № 2.

## Достопримечательности
Достопримечательности и объекты культурного наследия расположенные вдоль Баклановского проспекта:
| Номер дома | Изображение | Описание |
| ---------- | ----------- | --- |
| 2          |             | Здание механо-технологического техникума, где учился герой Советского Союза Е. И. Мандрыкин. |
| 7          |             | Особняк середины XIX века. Объект культурного наследия местного значения. |
| 9          |             | Особняк конца XIX века. Объект культурного наследия местного значения. |
| 15         |             | Особняк конца XIX века. Объект культурного наследия местного значения. Установлена мемориальная доска: «В этом доме в 1953—1956 годах жил советский писатель Борис Васильевич Изюмский (1915—1984)». |
| 26         |             | Особняк конца XIX века. Объект культурного наследия местного значения. |
| 28         |             | Двухэтажный жилой дом, характеризующийся смешением архитектурных стилей (вплоть до элементов готики) и асимметрией. |
| 33         |             | Особняк конца XIX века. Объект культурного наследия местного значения. |
| 44         |             | Двухэтажный жилой дом. Его узкий фасад асимметричен. Кирпичное здание украшают узорчатое ограждение широкого балкона, оградка перед окнами полуподвала и пилястры по бокам. |
| 73         |             | Особняк начала XIX века. Объект культурного наследия местного значения. |
| 74         |             | Особняк конца XIX века. Объект культурного наследия местного значения. |
| 77         |             | Историческое здание Донского кадетского корпуса. Строительство началось в год семидесятилетия города — в 1875. Военным специалистам архитектору Залесскому и инженеру Покатилову удалось создать сложное по композиции здание. Его главный фасад был обращен к обширной Кадетской площади. В советские довоенные годы здание кадетского корпуса занимали Краснознаменные кавалерийские курсы усовершенствования командного состава. С 1989 года здесь размещается Дивизия особого назначения внутренних войск Северо-Кавказского военного округа. |
| 78         |             | Общежитие механико-технологического колледжа № 1 1931 года постройки выполнено в стиле конструктивизм. В середине 50-х годов общежитие значительно расширили, пристроив к нему Г-образные крылья в стиле того времени. Автором проекта расширения общежития был архитектор В. Я. Житков. |
| 116        |             | Общежитие Донского государственного аграрного университета. Два одинаковых блока в стиле «под классицизм» были поставлены один по проспекту, другой по улице Зеленой (ныне ул. 26 Бакинских комиссаров) и соединены вставкой в виде арочных ворот с переходной галереей над ними в виде колоннады. |
| 122        |             | Бюст Ю. А. Гагарину, почётному гражданину города (1982, скульптор В. А. Долматов). Объект культурного наследия местного значения. |